# Thrash metal
Il thrash metal è un sottogenere dell'heavy metal, che trae origine dall'heavy metal classico incorporando caratteristiche dell'hardcore punk.
La sua definizione deriva dal verbo to thrash (inglese per "battere, percuotere"). Ha ottenuto successo soprattutto negli anni ottanta e novanta, proseguendo la popolarità anche all'inizio degli anni 2000.
Inoltre ha influenzato alcuni stili venuti dopo come death metal, black metal, punk metal ed altri più recenti, quali metalcore, groove metal, alternative metal e nu metal.

## Storia del genere

### Le principali influenze

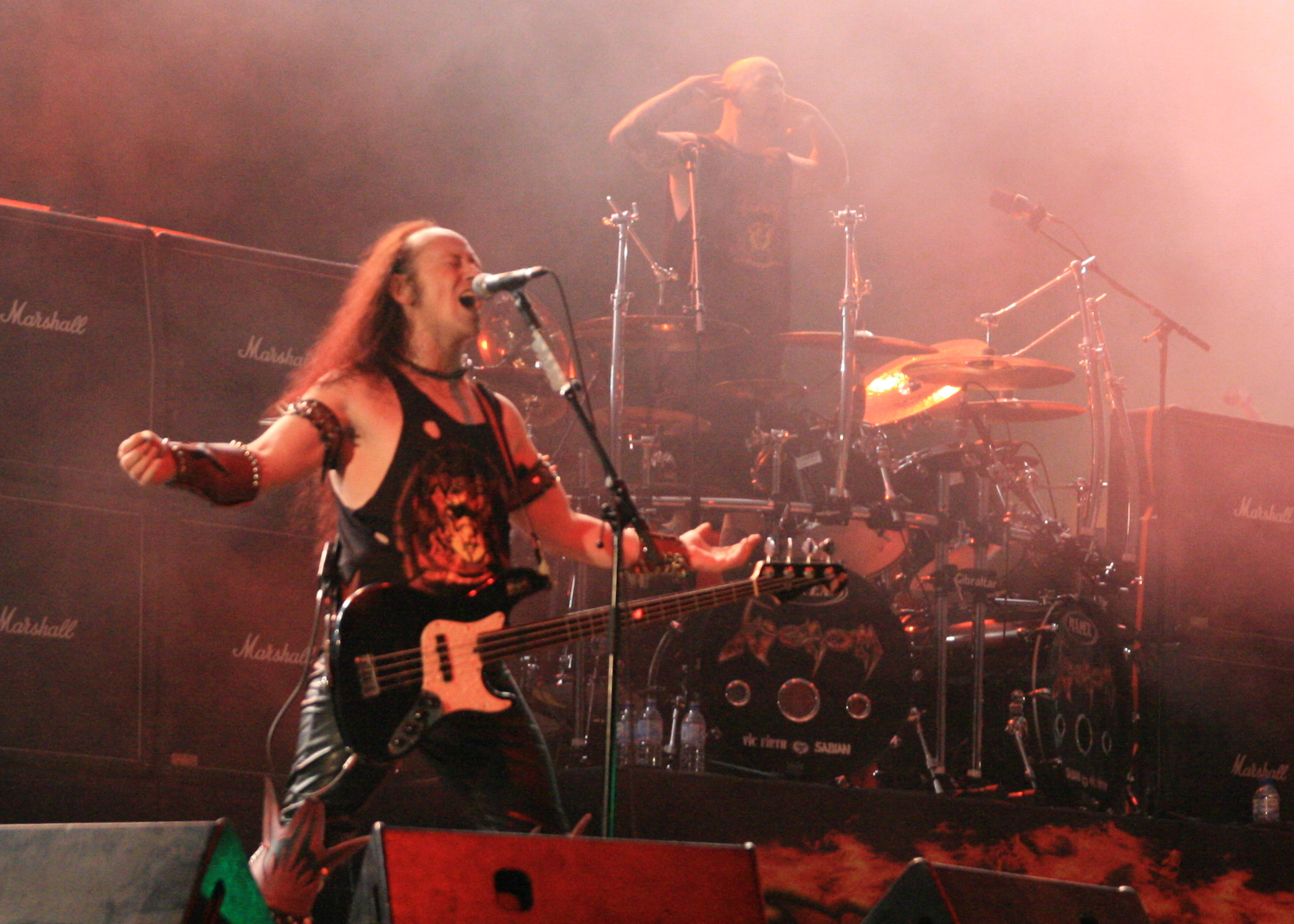
I Venom in un concerto del 2008

Il thrash metal nacque negli Stati Uniti, dalla fusione tra l'heavy metal classico (nello specifico, quello derivante dal movimento N.W.O.B.H.M.) e l'hardcore punk anglo-americano.
Già verso la metà degli anni settanta, in Inghilterra diverse band tra cui i Queen con il brano Stone Cold Crazy (Sheer Heart Attack, 1974) e i Black Sabbath con Symptom of the Universe (Sabotage, 1975) contribuirono a formare le radici del thrash. Qualche anno più tardi, i Judas Priest composero pezzi di matrice speed metal come Exciter (Stained Class, 1978), sviluppando meglio il genere grazie all'uso di doppia cassa. Tutte le caratteristiche musicali di questi pezzi contribuiranno, in seguito, alla nascita del thrash.
I Motörhead furono un'altra band molto influente. Il gruppo di Lemmy Kilmister, come i Judas Priest, presentò brani veloci e robusti, ad esempio Overkill, tratto dall'album omonimo del 1979, il quale mette in luce anche un uso massiccio della doppia cassa. Lo stile pesante e veloce della band influì in maniera significativa sul genere.
Da menzionare sono anche i Venom. La band britannica, facente parte della N.W.O.B.H.M., si differenziò da altri gruppi simili, sviluppando un sound "pesante" e massiccio ed un'immagine aggressiva che spianarono la strada a numerose formazioni thrash metal.
Una certa importanza è stata rivestita anche da gruppi hardcore punk quali Discharge, G.B.H., Misfits e Exploited, citati da certi gruppi thrash come una notevole influenza.

### La nascita: la Bay Area, Los Angeles e New York
Grazie alle band sopracitate, il thrash metal sorse nei primi anni ottanta negli Stati Uniti, nella Bay Area. I primi autori di questo genere furono Megadeth, Metallica, Slayer e Anthrax che insieme formarono i cosiddetti "Big Four" del thrash. Anche gruppi come Exodus, Dark Angel e Death Angel iniziarono a suonare questo genere nello stesso periodo delle band più famose sopra citate, ma il loro debutto discografico ufficiale fu pubblicato un paio di anni dopo per la difficoltà a stipulare un contratto discografico. Le case discografiche pubblicavano difficilmente questo genere di musica, ritenuto ai tempi estremo e senza prospettiva di lucro. Dopo poco tempo però, si rivelò un genere molto apprezzato e raccolse molti più fan del Heavy metal classico a suo tempo.
Il thrash iniziò ad assumere i propri connotati stilistici in California. Nella Bay Area alcune band locali come Exodus, Blind Illusion e Possessed iniziarono a sperimentare una velocizzazione del metal inglese. Contemporaneamente, nella zona di Los Angeles, dove in ambito hard rock predominava il nascente glam metal ma dove pure c'era una fiorente scena hardcore punk (Black Flag, Adolescents, Circle Jerks, Germs, Bad Religion e altri ancora), realtà come Metallica, Slayer, Dark Angel e Hirax tentarono di fondere le sonorità NWOBHM più estreme (Venom, Raven) con la velocità e l'immediatezza dell'hardcore.
Successivamente, la scena californiana si estese sempre più, trovando terreno particolarmente fertile nella Bay Area, vista anche la crescente focalizzazione di Los Angeles sull'aspetto estetico e melodico del metal: proprio per sfuggire a tale situazione, i Metallica si trasferirono nella California del Nord e diedero l'impulso definitivo alla scena locale, catturando l'attenzione della Megaforce Records e venendo ingaggiati per l'album di debutto. Kill 'Em All, registrato nel New Jersey e uscito nel 1983, è, assieme al coevo Show No Mercy degli Slayer, il primo esempio discografico di thrash metal.
Il trasferimento dei Metallica sulla East Coast per incidere l'esordio diede la spinta definitiva anche alla scena dell'area di New York, i cui gruppi si convinsero a fondere le proprie influenze NWOBHM con la velocità e la brutalità dell'hardcore, che nella Costa Orientale si presentava ancora più veloce e serrato rispetto alla California (Reagan Youth, Agnostic Front, Youth Of Today, Bad Brains, Minor Threat, Cro-Mags). A New York, quindi, si sviluppò una delle due grandi scuole del thrash americano, che faceva essenzialmente capo ai pionieri Anthrax, che debuttarono nel 1984 con Fistful of Metal, e Overkill, il cui album d'esordio Feel the Fire è del 1985.
Nel frattempo, in California uscirono album seminali: nella Bay Area il 1985 fu l'anno dello storico Bonded by Blood degli Exodus, forse la prima band thrash in assoluto, e di Seven Churches dei giovanissimi Possessed, mentre a Los Angeles già nel 1984 i Megadeth, band fondata dal cantante/chitarrista Dave Mustaine dopo essere stato cacciato dai già citati Metallica, pubblicarono Killing Is My Business... And Business Is Good! e i Dark Angel We Have Arrived, dovendo attendere l'anno seguente per Raging Violence degli Hirax.
I lavori di questi gruppi presentano dei tratti comuni, nella forma di ritmiche taglienti e molto veloci, soprattutto per ciò che concerne i riff di chitarra e i tempi di batteria, e di testi che trattano del metal e dell'esaltazione quasi superomistica che esso produce negli individui (Metal Militia dei Metallica, Metal Thrashing Mad degli Anthrax, Metal Command degli Exodus e "Metal Storm/Face the Slayer" degli Slayer), di tematiche horror, sataniche e occulte (Black Magic degli Slayer, The Skull Beneath the Skin dei Megadeth), di denuncia sociale e in generale dei misfatti dell'umanità nel corso della storia (For Whom The Bell Tolls dei Metallica, Angel Of Death degli Slayer, Der Fuhrer dei Flotsam & Jetsam, Ignorance dei Sacred Reich, Fabulous Disaster degli Exodus) e di descrizione di disastri ambientali (Game Over dei Nuclear Assault, Blackened dei Metallica).

### L'ascesa e la maturità

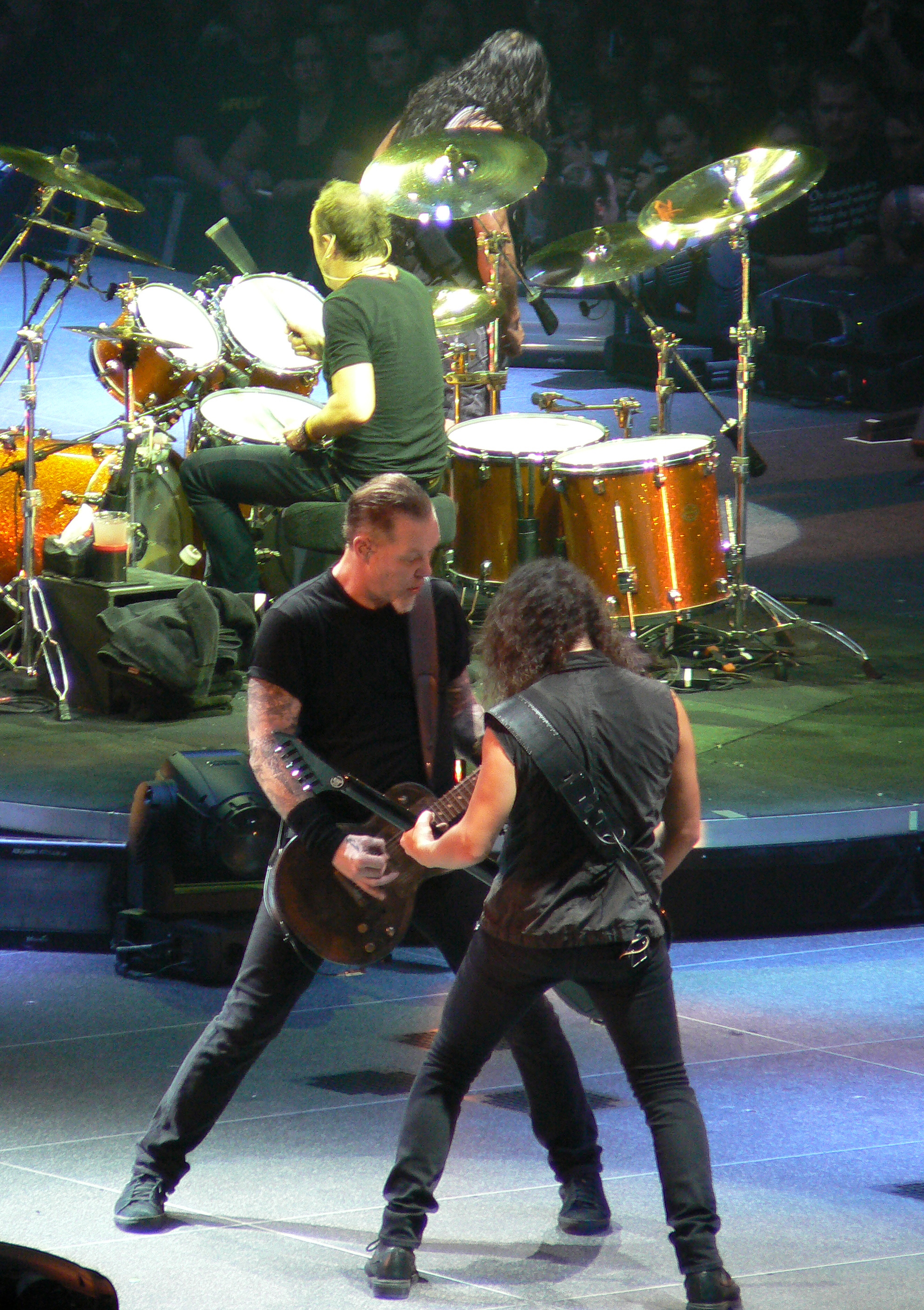
I Metallica in concerto nel 2009

Con il passare del tempo, i quattro maggiori esponenti del genere iniziarono a diversificare il loro stile, rimanendo, comunque, inquadrabili in ambito thrash. I Metallica, con Ride the Lightning (1984) e Master of Puppets (1986), non solo riuscirono a guadagnare una fama a livello mondiale ma aprirono anche la strada a strutture sonore più complesse e a testi più introspettivi e delicati.
I Megadeth con Peace Sells... But Who's Buying? (1986), apportano composizioni caratterizzate da un alto livello tecnico, esteso ad influenze non solo thrash, grazie anche a due musicisti di scuola jazz/fusion come il batterista Gar Samuelson e il chitarrista Chris Poland.
Accanto alle tematiche sataniste e gore, i Megadeth iniziarono a trattare nei loro testi questioni di carattere politico, aspetto nettamente più avvertibile nelle produzioni future.
Gli Anthrax con Spreading the Disease (1985) e Among the Living (1987) conservarono uno stile musicale simile a quello del disco d'esordio, ma presentarono testi dal contenuto perlopiù umoristico, oltre che un abbigliamento fuori dai canoni dell'heavy metal come pantaloncini corti e cappellini da baseball.
Anche i loro show furono caratterizzati da una forte componente ironica, tanto da guadagnarsi il soprannome di "Clown del Metal".
Gli Slayer, a differenza dei loro colleghi, estremizzarono notevolmente la propria musica. Già con l'EP Haunting the Chapel (1984), la band di Kerry King rinunciò completamente alle influenze N.W.O.B.H.M. contenute in Show No Mercy e le successive pubblicazioni Hell Awaits (1985) e Reign in Blood (1986), misero in luce un sound privo di fronzoli e decisamente più feroce di quello degli altri capofila, che contribuirà, successivamente, alla nascita del death metal, ove gli Slayer ebbero un grande ruolo di ispirazione.

### L'apice: dagli Stati Uniti al mondo intero

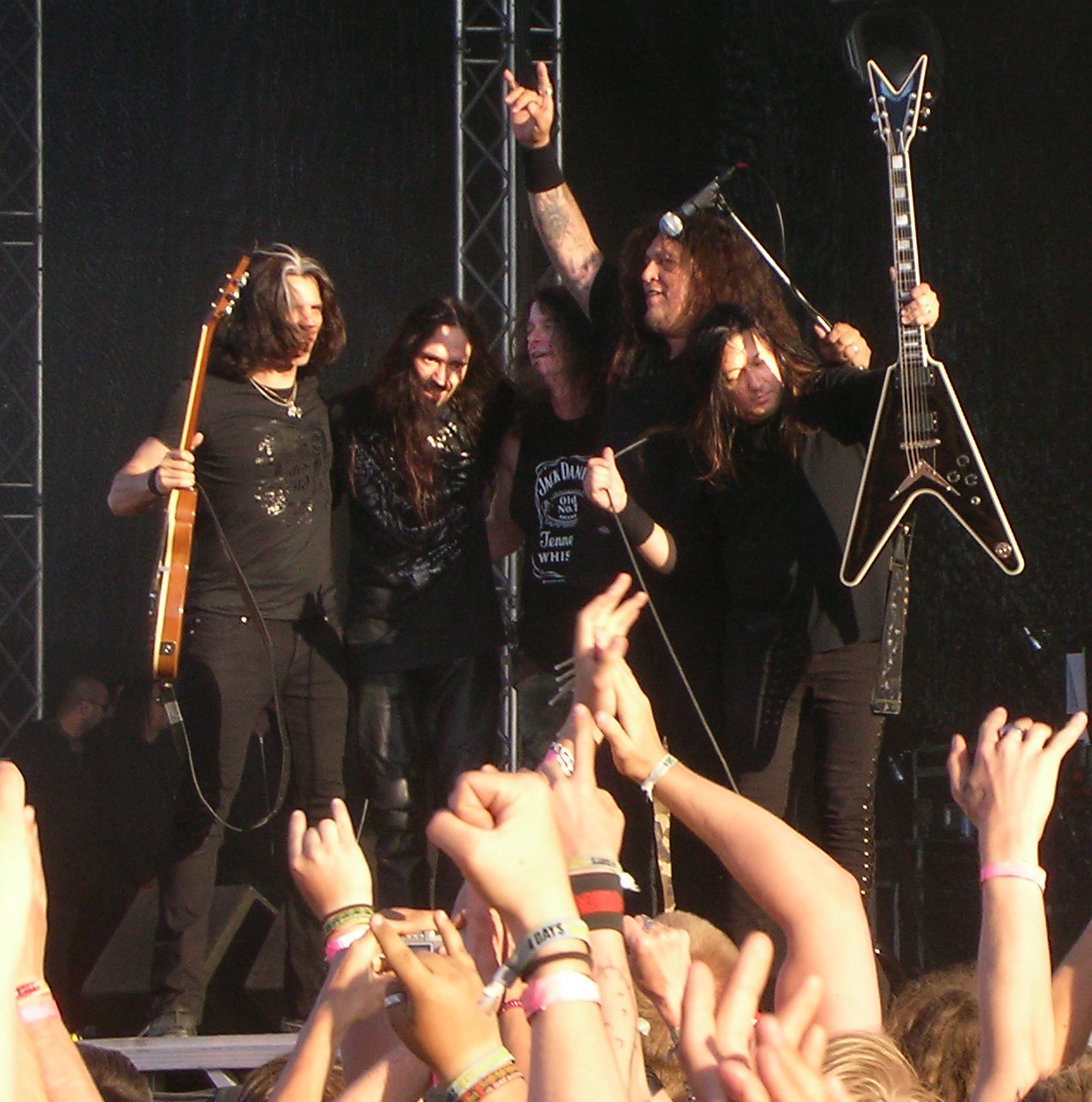
I Testament allo Sweden Rock Festival del 2008

Grazie ai capofila del genere, il thrash metal venne portato verso il suo apice e si venne accentuando il processo di ulteriore evoluzione del genere. Con il passare degli anni, il thrash conobbe uno sviluppo notevole grazie anche all'apporto di altre formazioni.
Fra i gruppi più rappresentativi occorre ricordare gli Exodus, tra i prime movers della scena della Bay Area; questa band è conosciuta anche per aver ospitato Kirk Hammett prima del suo reclutamento nei Metallica, ed è ritenuta una formazione fondamentale del genere.
Da menzionare anche i Possessed, band che lasciò il proprio segno con Seven Churches (1985), un disco in bilico tra thrash e death metal (genere musicale che prende il nome proprio dal titolo del brano conclusivo di Seven Churches), le cui sonorità estreme si rivelarono molto influenti per molti gruppi venuti dopo.
Un'altra formazione di spicco furono i Testament, provenienti anche loro dalla Bay Area, i quali debuttarono nel 1987 con The Legacy e conquistarono notevoli consensi anche con il successivo The New Order (1988). Il loro sound è caratterizzato dall'unione tra la voce possente di Chuck Billy e i virtuosismi del funambolico chitarrista Alex Skolnick.

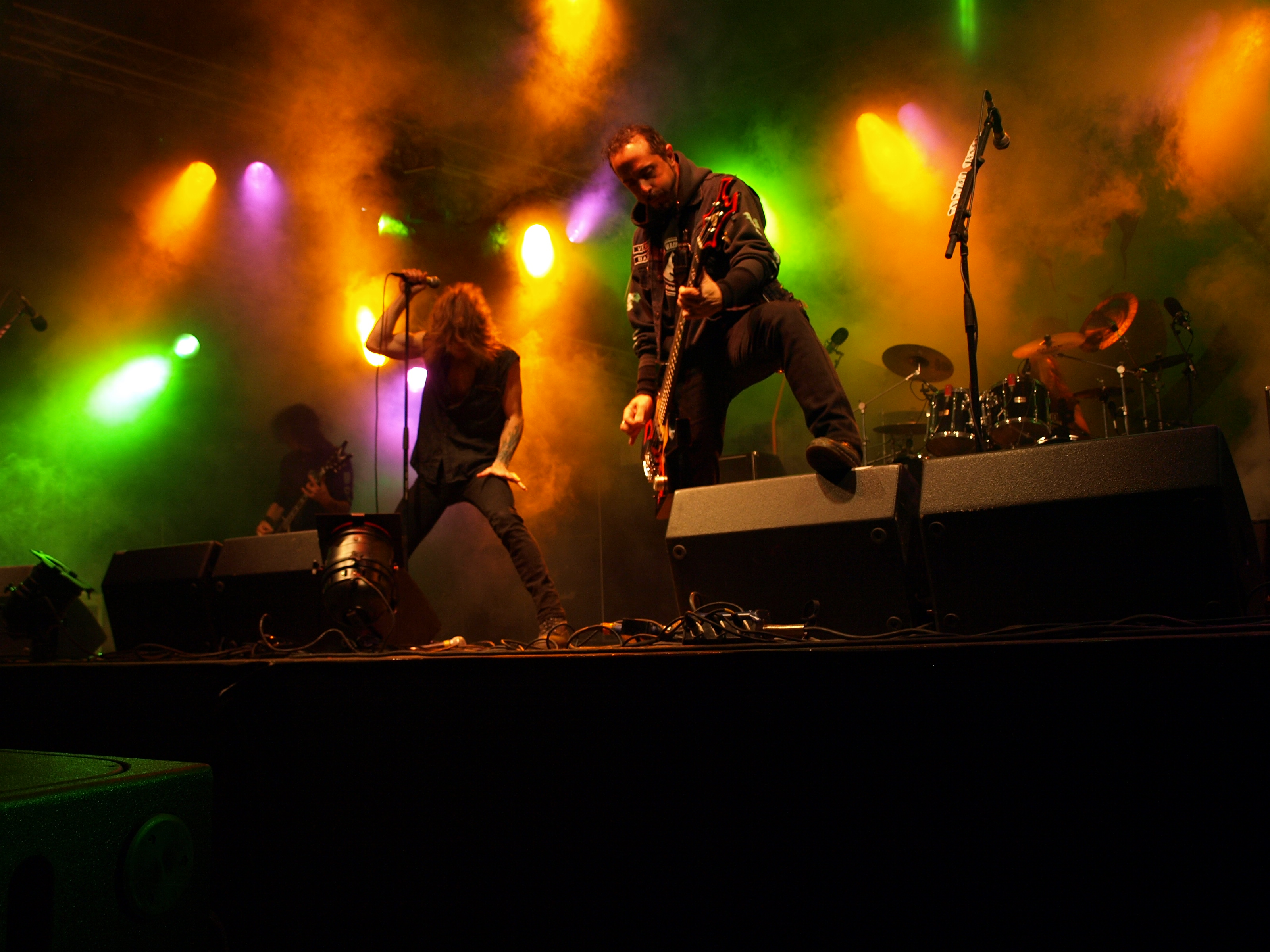
Gli Overkill

Fondamentali furono anche i newyorkesi Overkill, fautori già dall'importante disco di debutto Feel the Fire, di un thrash maggiormente melodico, capace di fondere la velocità e l'impatto del genere con la potenza del power metal americano e contornato dalla voce aspramente melodica di Bobby Ellsworth.
Altre band da menzionare sono i Death Angel, gruppo di San Francisco formato da cinque giovani cugini di origine filippina, dedito ad un thrash molto tecnico, fatto di canzoni lunghe ed articolate. Si segnalano in particolare l'esordio The Ultra-Violence (1987) e Frolic Through The Park (1989). Dal canto loro, i losangelini Dark Angel si distinsero per un thrash metal violento ma anche molto tecnico, grazie soprattutto alla presenza del poliedrico batterista Gene Hoglan;, con il quale pubblicarono almeno due capisaldi del genere, Darkness Descends (1986), incluso dalla stampa nella "Unholy Trinity" di dischi thrash usciti quell'anno assieme a Reign In Blood degli Slayer e Pleasure to Kill dei Kreator, e Time Does Not Heal (1991), uno dei dischi più tecnici mai incisi e uno dei passaggi chiave dell'evoluzione dal thrash metal al death metal.
Sull'onda del successo, anche discografico, del genere, molte altre band americane conobbero una certa popolarità: i Sadus, gruppo creato dal virtuoso bassista Steve DiGiorgio, alfieri di un sound particolarmente brutale anche a livello canoro, che funse da punto di congiunzione con il death metal (del quale DiGiorgio fu poi uno dei più prolifici musicisti); i Nuclear Assault, fondati dall'ex bassista degli Anthrax Dan Lilker e molto vicini, per ruvidezza sonora, attitudine, argomenti lirici e durata dei brani, all'hardcore punk; i Metal Church, originari di Seattle ma trasferitisi a San Francisco e autori di un power-thrash dalle venature melodiche oscure, opera del chitarrista Kurdt Vanderhoof; gli arizoniani Sacred Reich,, musicalmente vicini agli Slayer ma caustici commentatori politici e sociali nei testi; i Whiplash,, dal New Jersey, trio impegnato in un sound ruvido e brutale che ha il suo apice nel debutto Power and Pain (1985); i Forbidden, musicisti versatili e di tecnica eccellente (il batterista Paul Bostaph è considerato uno dei migliori della scena thrash mondiale); i Flotsam and Jetsam,, arizoniani inizialmente guidati dal bassista e compositore Jason Newsted e fortemente debitori dello stile dei Metallica; gli Evildead,, nati da ex membri degli speedster Agent Steel; i Vio-Lence, band della seconda ondata della Bay Area dedita a un thrash velocissimo e molto tecnico, grazie a musicisti di prim'ordine (il chitarrista Robb Flynn fonderà i Machine Head); gli Heathen, band impegnata in un power-thrash molto stimolante (il fondatore Lee Altus è attualmente membro anche degli Exodus) e dai connotati antireligiosi; i Lääz Rockit, provenienti dalla Bay Area e ponte di collegamento tra il roccioso heavy metal americano e la velocità del thrash. Tra le realtà meno note si segnalano gli Atrophy, i Morbid Saint, gli Holy Terror e gli Acrophet.
In seguito, il thrash metal uscì dai confini degli USA per diffondersi progressivamente in tutto il mondo.

### La corrente canadese
In Canada era già presente fin dall'inizio degli anni Ottanta una fiorente scena speed metal, rappresentata da Exciter, tra gli iniziatori del genere, Anvil e Razor. L'arrivo del thrash americano comportò un avanzamento dello speed metal, con canzoni più lunghe ed articolate, caratterizzate da numerosi stacchi e cambi di tempo, da riff dissonanti e meno legati all'heavy metal classico e da un'estensione delle tematiche trattate dai testi. Il Canada aderì con entusiasmo all'innovazione, fornendo alla scena mondiale alcune delle realtà più significative, come gli Annihilator, i Sacrifice,, gli Slaughter e i Voivod, partiti da sonorità thrash per sviluppare, col passare dei dischi, una proposta molto personale.

### La corrente europea
L'influenza del thrash americano fu profonda in Europa, dove nacquero numerose band, alcune delle quali si rivelarono molto importanti per la crescita e la diffusione del genere su scala globale.

#### Svizzera
In Svizzera furono attivi, ad inizio anni Ottanta, gli Hellhammer di Tom G. Warrior, con la pubblicazione del loro primo demo, Death Fiend, che mostra influenze di Black Sabbath, Venom e soprattutto Raven e Motörhead. Dalle ceneri di questa band nasceranno i più famosi Celtic Frost, il cui album Morbid Tales sarà di influenza per lo sviluppo del black metal. Sempre dalla Svizzera, i Coroner (i cui componenti erano all'inizio membri della road crew dei Celtic Frost), formatisi nel 1983, pubblicarono nel 1987 il primo album R.I.P., che abbina gli stilemi thrash ad una elevata tecnica strumentale.

#### Germania
La Germania fu l'epicentro del thrash europeo, e produsse alcune delle band più famose e influenti. Nella Germania occidentale, e in particolare nella Ruhr, nacque una fiorente scena, i cui nomi di punta furono la "triade" Kreator, Sodom e Destruction, che conobbe un grande successo internazionale. Successivamente, il genere si diffuse estensivamente su tutto il territorio nazionale, e sorsero ovunque band thrash metal, alcune delle quali divennero oggetto di un vero e proprio culto nell'underground, come Exumer, Tankard, Living Death, Deathrow, Darkness, Minotaur, Protector, Vendetta, Torment, Assassin, Violent Force e altri ancora.
Rispetto alle altre scuole, quella tedesca, pur nella grande varietà delle proposte, si caratterizzò per un approccio più grezzo ed essenziale, fatto di riff minimali, velocità esecutiva molto elevata, assoli dissonanti, proposte vocali particolarmente urlate e amelodiche nonché testi più approssimativi, incentrati principalmente su tematiche occulte (spesso trattate in modo dozzinale) o eccessi alcolici narrati in maniera goliardica.

#### Inghilterra
Nonostante la NWOBHM avesse fatto da propulsore all'intero movimento metal mondiale all'inizio degli anni Ottanta, e nonostante il fenomeno punk rock fosse ben radicato nell'underground inglese, in terra britannica il thrash metal non attecchì in profondità; circostanza ancor più curiosa se si pensa che proprio inglesi furono alcune delle proposte più feroci di area hardcore punk universalmente riconosciute come antesignane dei suoni thrash, come Discharge e Charged GBH. Ciò fu probabilmente dovuto all'inconciliabilità delle tematiche di denuncia sociale con la musica metal nella realtà socio-musicale britannica, nella quale le prime erano sempre state argomento tipico della scena e della musica punk rock mentre la seconda si era sempre tenuta distante da esse persino nelle sue manifestazioni più popolane e stradaiole (Saxon, primi Def Leppard, Iron Maiden degli esordi), preferendo tematiche più tipiche dell'immaginario rock (sesso, amore, culto dell'eccesso, riferimenti occulti). In Inghilterra, quindi, mancava un pubblico specifico per il thrash metal, non essendo contemplata una fusione degli stilemi punk rock e heavy metal, e ciò impedì lo sviluppo di un'estesa scena. A ciò deve aggiungersi anche un disinteresse delle etichette discografiche, che non incentivarono le poche iniziative individuali delle band.
Tuttavia, alcune band significative emersero dal Regno Unito nel corso degli anni Ottanta: Onslaught, Acid Reign, Xentrix, Sabbat, Virus, Slammer e Warfare.
In parallelo si sviluppò anche una scena "punk-metal", detta anche crust, molto vicina al crossover americano di band come D.R.I. e Wehrmacht ma alfiere di suoni ancora più grezzi ed essenziali: tale genere, che faceva capo a band come gli Amebix e i primissimi Napalm Death, fu il primo passo verso l'ulteriore estremizzazione dei suoni che divenne il grindcore.

#### Italia

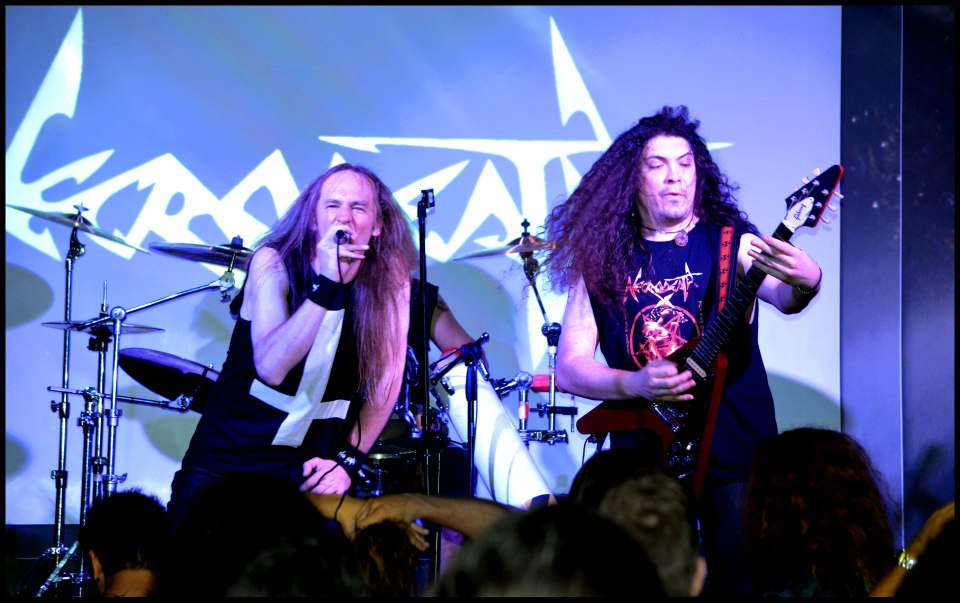
I Necrodeath durante un'esibizione live del 2012

Anche la scena italiana contribuì al fenomeno thrash con alcune delle più significative realtà del continente europeo. Il gruppo più importante furono senza dubbio i milanesi Bulldozer, che già dalla prima metà degli anni Ottanta coniarono un suono ruvido e sporco, estremizzazione della NWOBHM come pure dei Motörhead. Altre importanti realtà furono i milanesi Extrema, i genovesi Necrodeath, i catanesi Schizo, i romani Fingernails, i torinesi Creeping Death, Broken Glazz e Jester Beasts, i Drunkards di Alessandria nonché, più tardi, i torinesi Braindamage e i bresciani IN.SI.DIA (i primi a tentare con qualche successo la fusione tra suoni thrash e testi in lingua italiana). Nella seconda metà degli anni '90, avviene la rinascita dell'interesse nel thrash metal, all'epoca caduto in secondo piano; le band italiane di riferimento e artefici del ritorno del genere sono concentrate in gran parte nell'area milanese (grazie all'attività live promossa da piccole booking agencies come la On Dead Sound) ma nomi interessanti spuntano anche in altre aree d'Italia: Hyades, Vexed, Hatework, Methedras, Irreverence, Enemy Inside, Death Mechanism e successivamente Game Over, Ultra-Violence, National Suicide danno vita ad una intensa attività live in Italia e all'estero che ravviva l'interesse sul genere.

#### Scandinavia
I Paesi scandinavi, pure patria di numerosissime tra le più influenti band metal di sempre, non contribuirono significative aggiunte alla scena thrash metal mondiale. I gruppi del Nord Europa, infatti, si limitarono perlopiù a riproporre gli stilemi della scuola americana, senza apportarvi innovazioni di rilievo. Si ricordano in particolare i danesi Artillery e Invocator, gli svedesi Midas Touch e Hexenhaus (uno dei pochi gruppi thrash metal svedesi che si distingue ampiamente per proporre uno stile di thrash orientato verso il Technical thrash metal) e i norvegesi Equinox, anch'essi orientati verso uno stile ad alto tasso tecnico e influenzato dal progressive.

### La corrente sudamericana
Anche il Sudamerica conobbe, a partire dagli anni Ottanta, un forte sviluppo delle sonorità thrash metal, pur con le difficoltà causate dall'esistenza di dittature militari di carattere fortemente repressivo in tutti i maggiori Paesi del continente.
Di particolare valore fu la scena brasiliana, che si rivelò innovativa nella creazione di nuovi ibridi sonori, che prendevano la lezione di Motörhead e Celtic Frost per creare una proposta ancora più estrema a livello di velocità, grezzezza sonora, minimalismo compositivo e argomenti lirici (particolarmente diffusa tra i gruppi brasiliani fu la scelta di argomenti anticristiani e blasfemi, ma non mancarono altresì corrosive critiche sociali, senza dubbio incentivate dalla situazione politica nazionale), spesso fornendo alcuni dei primi esempi di death metal. I principali esponenti della scena furono gli Stress, gli Overdose, i Vulcano, i Sarcófago (da molti considerati degli anticipatori del black metal), i Ratos de Porão (partiti da sonorità hardcore punk e successivamente approdati al crossover thrash) e i più noti Sepultura, autori di storici dischi come Morbid Visions, Schizophrenia (1987) e Beneath the Remains (1989).

### Il resto del mondo
Il fenomeno thrash interessò anche altre aree del mondo, in particolare l'Australia e il Giappone, anche se nessuna di esse fornì significative innovazioni al genere dal punto di vista stilistico. Si ricordano in particolare gli australiani Mortal Sin, Hobbs' Angel Of Death e Nothing Sacred.

### Il declino

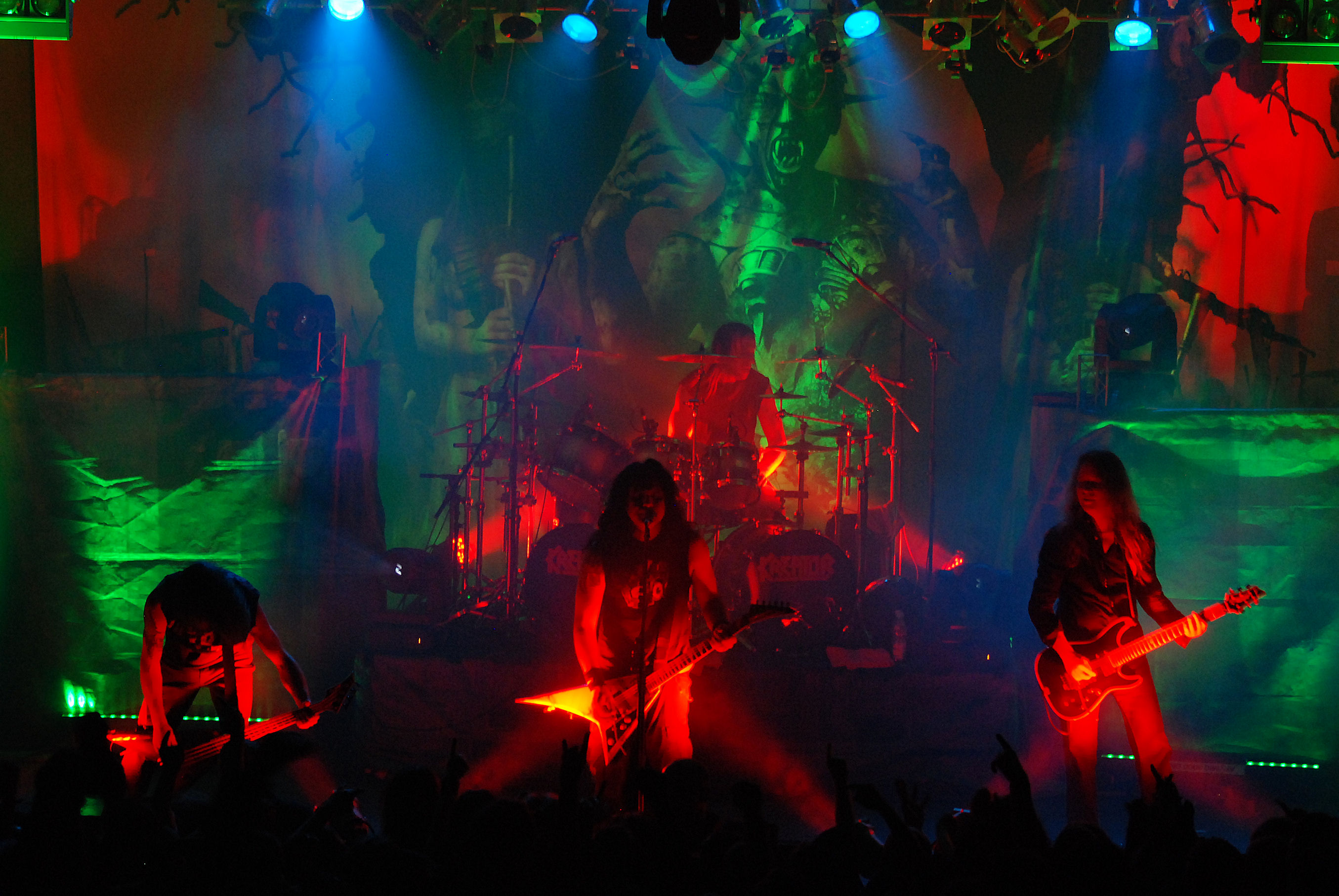
I Kreator

Gli anni novanta, per il thrash metal, ma in generale per tutto l'heavy metal, hanno rappresentato anni di grandi cambiamenti, che hanno portato ad una forte battuta d'arresto del movimento nonostante importantissime testimonianze come: Rust in Peace (1990) dei Megadeth, Seasons in the Abyss (1990) degli Slayer, Souls of Black (1990) dei Testament, Never, Neverland (1990) degli Annihilator, Time Does Not Heal (1991) dei Dark Angel, Horrorscope (1991) degli Overkill.
Questo fu dovuto soprattutto alle nuove tendenze musicali di allora, come ad esempio il grunge di Nirvana, Soundgarden, Pearl Jam e Alice in Chains. L'enorme impatto di queste band sulle masse venne fiutato da emittenti musicali come MTV e dalle major discografiche, che si disinteressarono al thrash, mettendolo sempre più da parte. Per ovviare a questa problematica, molti gruppi di questa corrente decisero di adattarsi ai trend del periodo, ricorrendo a drastici cambiamenti musicali.
Nel 1991 i Metallica diedero alle stampe l'album omonimo, il loro lavoro di maggior fortuna commerciale. Questo disco lasciò spiazzati molti fan, per via di sonorità piuttosto lontane dal thrash e per la presenza di vere e proprie power ballad come The Unforgiven e Nothing Else Matters.
Il produttore Bob Rock, già famoso per aver collaborato con Skid Row, Bon Jovi, Alice Cooper e Mötley Crüe, influì molto sull'orientamento stilistico di quest'album.
Il quartetto, da allora, divenne uno dei gruppi rock più quotati del mainstream. Inoltre proseguirono, nel loro cambiamento stilistico, anche negli anni successivi (Load del 1996 e ReLoad del 1997) causando forti malcontenti tra i loro sostenitori degli esordi.
La svolta dei Metallica venne seguita da altri gruppi storici del genere. Tra questi vi furono i Megadeth, che pubblicarono Countdown to Extinction (1992), album più orecchiabile rispetto ai precedenti che ebbe un ottimo riscontro ma non raggiunse i livelli del Black Album in termini di vendite.
Anche i Testament, con The Ritual (1992), optarono per una strategia simile; ma la nuova formula adottata da Eric Peterson e soci, non ebbe la stessa fortuna dei Metallica e dei Megadeth e, oltre a provocare un forte contrasto dei loro fan, le vendite del disco si rivelarono fallimentari.
Anche gli Anthrax diversificarono molto il loro sound per incorporare nella loro musica sonorità rapcore come ad esempio con l'album Sound of White Noise (1993).
Di tutti i tentativi di "evoluzione" dei gruppi storici del thrash quello degli Anthrax fu decisamente il più sfortunato, mettendo praticamente fine alla fama internazionale del gruppo culminando nel periodo di Stomp 442.
Band come i Kreator seguirono invece altre strade. Con Renewal (1992) e Cause for Conflict (1995), Mille Petrozza e gli altri componenti sperimentarono stili come industrial metal, gothic rock e avantgarde, generando molte discussioni su queste scelte da loro attuate.
I Sepultura si distanziarono dal thrash degli esordi con Roots (1996), favorendo sonorità alternative e ritmi tribali.
I Sodom invece aggiunsero molti elementi punk rock alla loro musica con Get What You Deserve (1994), incontrando anch'essi delle critiche dai fan di vecchia data.
In definitiva ci fu chi, come i Metallica, si adeguò ai cambiamenti e chi non fu capace di innovare la propria musica, o sparì dalla scena musicale dell'epoca come ad esempio Exodus, Death Angel, Dark Angel, Sacred Reich.
Diversamente da molti gruppi della corrente, gli Slayer furono tra le poche formazioni a conservare il proprio stile originario.
Con Divine Intervention (1994), uscito durante il periodo più florido del grunge, la band ricevette anche un disco d'oro.

### Il nuovo corso

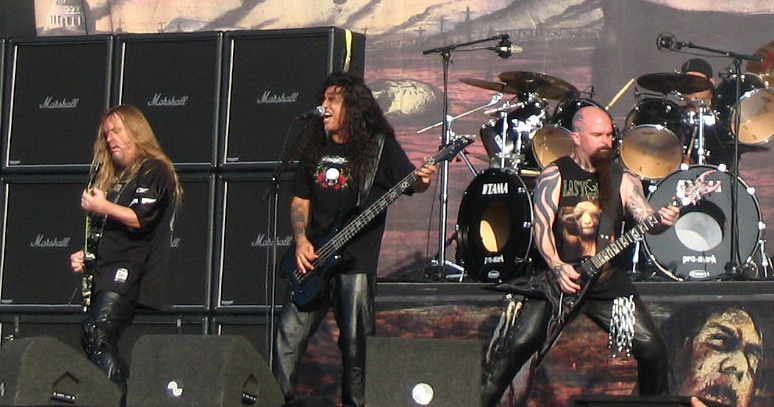
Gli Slayer al The Fields of Rock del 2007

Dopo un periodo "buio", il thrash sembrò essere tornato in auge alle soglie del 2000, anche se non ai livelli di quello che era negli anni ottanta, e molte band che sperimentarono nuove sonorità tornarono sui loro passi.
I Kreator ripresero un sound prettamente thrash arricchito con sonorità più moderne con Violent Revolution (2001) fino all'attuale Hordes of Chaos (2009) che ottenne un ottimo successo.
Gli Exodus, dopo anni di scioglimento, tornarono alla ribalta con Tempo of the Damned (2004); gli Annihilator, dopo aver tentato esperimenti più commerciali con Set the World on Fire (1993) e King of the Kill (1994), ripresentarono le loro vecchie sonorità con Criteria for a Black Widow (1999); i Testament con The Gathering (1999) espressero parzialmente i vecchi stilemi degli esordi, così come con il più recente The Formation of Damnation (2008), che ha visto la band tornare in attività dopo la guarigione da un tumore di Chuck Billy.
Gli Slayer con Christ Illusion (2006), sebbene abbia avuto alcune critiche da certi, continuarono ad esternare il loro stile thrash degli anni ottanta, nonostante abbia sonorità più moderne.
Con World Painted Blood (2009), le sonorità dell'album, pur mantenendo elementi moderni, sono tornate ancor più vicine ai dischi del passato come Reign in Blood, South of Heaven e Seasons in the Abyss.
Anche i Metallica riacquisirono poco a poco nella loro musica alcune sonorità thrash.
Con il discusso St. Anger (2003), disco aggressivo e lontano dalla svolta hard rock degli anni novanta, la band di Lars Ulrich si riavvicinò al metal.
L'album fu comunque fortemente criticato sia dalla critica che dai fan, soprattutto a causa del mixaggio, giudicato di scarsa qualità.
Il successivo Death Magnetic (2008) segnò invece un forte ritorno verso il thrash metal, anche se con sonorità più moderne.
Anche i Megadeth ritornarono a sonorità parzialmente thrash con l'album The System Has Failed (2004) e soprattutto con Endgame (2009) che presenta sonorità prettamente thrash anni ottanta.
Max Cavalera, ex-leader dei Sepultura e fondatore dei Soulfly, tornò ad ispirarsi al thrash degli esordi con Dark Ages del 2005.
Questa sorta di rinascita è anche confermata dalle reunion di gruppi come Death Angel e Anthrax, dalla ritrovata popolarità di Sodom, Destruction e Sadus e dalla comparsa di band capaci di riscuotere un discreto successo come Violator, Toxic Holocaust, Municipal Waste, Kayser, Evile, Bonded by Blood, Warbringer, Hyades e Deströyer 666.

## Stili e commistioni

### Groove metal

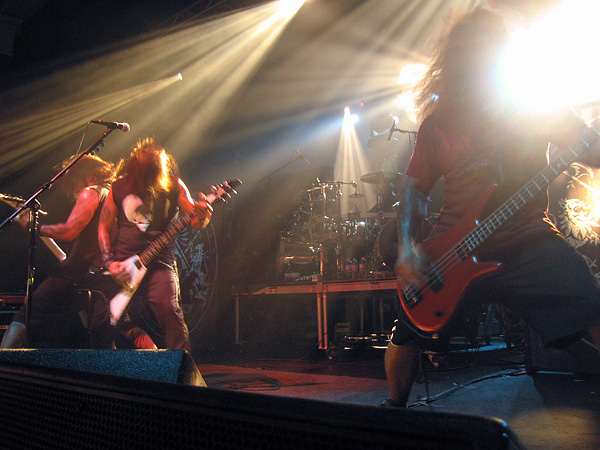
I Machine Head

Il groove metal (o post-thrash) è una corrente derivata dal thrash, sviluppatasi quando esso stava per svanire nei primi anni novanta. Nonostante abbia ereditato certe caratteristiche dal suo progenitore, come i riff di chitarra, il groove metal si differenzia per i suoi tempi più lenti e per le ritmiche dal suono più grave e ossessivo. Gli Exhorder furono i primi a sperimentare sonorità di questo tipo, che furono poi oggetto di studio per numerosi gruppi venuti dopo.
Un'altra band che lasciò un segno indelebile ed inimitabile nella formazione di questo nuovo genere furono i Pantera. Il gruppo texano, dopo aver esordito con un tipico heavy metal classico di stampo statunitense, decise poi di orientarsi sul thrash metal, rappresentando, nei primi anni novanta, un'evoluzione e modernizzazione di questo genere, che sarà denominata appunto groove metal.
Tra i maggiori esponenti di questa categoria sono da menzionare anche i Machine Head, i White Zombie e i Pissing Razors.
In tempi più moderni, il groove ha visto in gruppi come Lamb of God e DevilDriver contaminazioni con il metalcore ed il death metal.

### Technical thrash e progressive thrash
Technical thrash e progressive thrash sono variazioni stilistiche del thrash tradizionale, nelle quali viene dato ampio spazio ai tecnicismi strumentali e alle dissonanze temporali.
I Watchtower del guitar hero Ron Jarzombek sono visti come il primo gruppo che esibì tali sonorità con l'esordio Energetic Disassembly (1985). Tra i precursori del genere vengono solitamente indicati anche gli Hades con i loro primi due album: Resisting Success (1987) e If at First You Don't Succeed... (1988).
Altro gruppo importante sono stati gli svizzeri Coroner, autori di dischi come R.I.P. e Punishment for Decadence, che nel corso della loro carriera personalizzeranno il proprio sound, unendo al thrash metal influenze progressive ed industrial, come nell'album Grin.
Sempre in Europa, si vede lo sviluppo, dal thrash teutone tradizionale e dai toni epici, verso un complesso sound molto tecnico, dei Deathrow con il loro capolavoro Deception Ignored del 1989, ed il lavoro d'esordio dei Sieges Even Life Cycle, dediti, in seguito, allo sviluppo di un sound progressive metal dalle sfumature fusion.
Fondamentali per la scena technical thrash sono stati anche i canadesi Annihilator, autori di dischi importanti come l'esordio Alice in Hell (1989) ed il successivo Never, Neverland (1990).
Sono da menzionare anche i Toxik, autori di soli due dischi ma comunque fondamentali per il genere come World Circus (1987) e Think This (1989), e i Forbidden con gli album Forbidden Evil (1988) e Twisted into Form (1990).
Sul finire degli anni ottanta si affermarono altre band di questa categoria come Sadus, Artillery, Realm, Blind Illusion, Dark Angel, Death Angel, Anacrusis, Invocator, Mekong Delta e i russi Aspid. Tutti questi gruppi presentano diversità in termini di pesantezza e velocità, ma sono accomunati da una notevole dose di tecnica strumentale e da una forte complessità nel song writing. Una menzione particolare va ai canadesi Voivod, passati da un aggressivo thrash metal con spiccata matrice punk degli esordi a uno più "cerebrale" e articolato a partire dall'album Killing Technology (1987). La sublimazione del nuovo filone progressive intrapreso dal combo canadese troverà piena forma nel loro lavoro successivo, considerato da gran parte della critica il vero capolavoro dei Voivod, Nothingface (1989). Meno noti al grande pubblico, ma meritevoli di menzione sono anche i tedeschi Deathrow, passati da un grezzo ed essenziale thrash metal di matrice teutonica a un più "freddo" e articolato thrash nel loro lavoro più rappresentativo, Deception Ignored (1988), e gli americani Vektor, che sfruttano le fredde ed articolate atmosfere di questi stili per rafforzare l'immaginario collettivo fantascientifico dei loro testi.

### Punk metal
Fonde gli elementi hardcore punk con il thrash metal e ne rappresenta una via di mezzo per quanto riguarda la tecnica, l'aggressività e la struttura delle canzoni. Trovò territorio fertile soprattutto negli Stati Uniti, grazie a gruppi come D.R.I., Corrosion of Conformity, Stormtroopers of Death, Suicidal Tendencies e Wehrmacht. Il successo del genere spinse anche i gruppi hardcore punk che erano stati una delle influenze iniziali del thrash metal (Discharge, Verbal Abuse, Charged GBH, Agnostic Front, Exploited) verso sonorità più tipicamente metal, incorporandone alcuni tratti (brani più lunghi, assoli di chitarra, stacchi ritmici) nelle loro composizioni.

### Enciclopedie
- Ian Christe, Sound of the beast. La storia definitiva dell'heavy metal, Arcana, 2009, ISBN 88-6231-086-2.
- Luca Signorelli, Heavy metal: i Classici, Giunti Editore, 2007, ISBN 978-88-09-05383-0.
- Garry Sharpe-Young, Rob Halford, Metal: The Definitive Guide, Jawbone Press, 2007, ISBN 978-1-906002-01-5.
- Alessandro Bonini, Emanuele Tomagnini, Enciclopedia discografica: dal rock al soul, dal pop alla new wave, dal punk al metal al jazz, Gremese Editore, 2004, ISBN 88-8440-314-6.
- (EN) Daniel Bukszpan, Ronnie James Dio, The Encyclopedia of Heavy Metal, Barnes & Noble Publishing, 2003, ISBN 978-0-7607-4218-1.
- (EN) Peter Buckley, Jonathan Buckley, The Rough Guide to Rock, Rough Guides, 2003, ISBN 1-84353-105-4.
- Vladimir Bogdanov, Chris Woodstra, Stephen Thomas Erlewine, All music guide to rock: the definitive guide to rock, pop, and soul, Arcana, 2002, ISBN 978-0-87930-653-3.
- Federico Guglielmi, Cesare Rizzi, Grande Enciclopedia Rock, Firenze, Giunti editore, 2002, ISBN 88-09-02852-X.
- Stephen Thomas Erlewine, Vladimir Bogdanov, Chris Woodstra, All Music Guide: The Experts Guide to the Best Recordings, Backbeat Books, 2001, ISBN 0-87930-627-0.
- Luca Signorelli, Metallus. Il libro dell'Heavy Metal, Giunti Editore, 2001, ISBN 88-09-02230-0.
- Joel McIver, Metal Estremo, Omnibus Press, 2000, ISBN 88-7333-005-3.
- Cesare Rizzi, Enciclopedia della musica rock. 3. 1980 - 1989, Volume 3, Giunti Editore, 2000, ISBN 978-88-09-01796-2.
- Deena Weinstein, Heavy metal: the music and its culture, Da Capo Press, 2000, ISBN 978-0-306-80970-5.
- Martin C. Strong, The great rock discography, Giunti Editore, 1998, ISBN 88-09-21522-2.
- (EN) Robert Walser, Running with the Devil: power, gender, and madness in heavy metal music, Wesleyan University Press, 1993, ISBN 978-0-8195-6260-9.
- (EN) Colin Larkin, The Guinness Encyclopedia of Popular Music, Guinness, 1992, ISBN 0-85112-939-0.
- Riccardo Bertoncelli, Enciclopedia rock anni '80, Arcana, 1989, ISBN 88-85859-34-8.

### Testi monografici
- Garry Sharpe-Young, Thrash Metal, Zonda Books, 2007, ISBN 978-0-9582684-3-1.
- Garry Sharpe-Young, A-Z of Thrash Metal, Cherry Red Books, 2002, ISBN 978-1-901447-09-5.
- Malcolm Dome, Thrash Metal, Omnibus Press, 1990, ISBN 978-0-8464-3041-4.
- Giorgio Monaco, Guida al thrash metal, Arcana, 2018, ISBN 978-8862315647.